# Прапори Білгородської області
Список прапорів муніципальних утворень Білгородської області Російської Федерації.
Станом на 1 січня 2020 року в Білгородській області налічувалося 212 муніципальних утворень - 9 міських округів, 13 муніципальних районів, 16 міських поселень і 174 сільських поселення.

## Прапори міських округів
| Прапор | Найменування                            | Дата затвердження | Номер </br> у ДМР |
| ------ | --------------------------------------- | ----------------- | ----------------- |
|        | Прапор міського округу «Місто Білгород» | 22 липня 1999     | 978               |
|        | Прапор Олексіївського міського округу   | [ 2 ]             | 10256             |
|        | Прапор Валуйського міського округу      | [ 3 ] [ 4 ]       |                   |
|        | Прапор Грайворонського міського округу  | [ 5 ] [ 6 ]       |                   |
|        | Прапор Губкинського міського округу     | [ 7 ] [ 8 ]       | 1815              |

| Прапор | Найменування                             | Дата затвердження   | Номер </br> у ДМР |
| ------ | ---------------------------------------- | ------------------- | ----------------- |
|        | Прапор Новооскольського міського округу  |                     |                   |
|        | Прапор Старооскольського міського округу | [ 9 ] [ 10 ] [ 11 ] | 2834              |
|        | Прапор Шебекинського міського округу     | [ 12 ]              |                   |
|        | Прапор Яковлівського міського округу     | 19 листопада 2018   |                   |

## Прапори муніципальних районів
| Прапор | Найменування                                          | Дата затвердження | Номер </br> у ДМР |
| ------ | ----------------------------------------------------- | ----------------- | ----------------- |
|        | Прапор муніципального району «Білгородський район»    | 15 квітня 2003    |                   |
|        | Прапор муніципального району « Борисівський район »   | 23 грудня 2004    |                   |
|        | Прапор муніципального району « Вейделівський район »  | 24 вересня 2015   | 10262             |
|        | Прапор муніципального району « Волоконівський район » |                   |                   |
|        | Прапор муніципального району « Івнянський район »     | 9 вересня 2008    |                   |
|        | Прапор муніципального району « Корочанський район »   | 11 червня 2013    |                   |
|        | Прапор муніципального району « Красненський район »   | 28 квітня 2015    |                   |

| Прапор | Найменування                                             | Дата затвердження | Номер </br> у ДМР |
| ------ | -------------------------------------------------------- | ----------------- | ----------------- |
|        | Прапор муніципального району «Червоногвардійський район» | 26 жовтня 2007    |                   |
|        | Прапор муніципального району « Краснояружський »         |                   |                   |
|        | Прапор муніципального району «Прохоровський район»       | 23 січня 1999     |                   |
|        | Прапор муніципального району «Ракитянський район»        | 31 жовтня 2007    | 3813              |
|        | Прапор муніципального району « Рівненський район »       |                   |                   |
|        | Прапор муніципального району «Чернянський район»         | 21 лютого 2008    | 10263             |

## Прапори міських поселень
| Прапор | Найменування                                                                             | Дата затвердження | Номер </br> у ДМР |
| ------ | ---------------------------------------------------------------------------------------- | ----------------- | ----------------- |
|        | Підкреслити міське поселення «Селище Чернянка» муніципального району «Чернянський район» | 30 вересня 2019   | 12545             |

## Прапори сільських поселень
| Прапор | Найменування                                                                              | Дата затвердження | Номер </br> у ДМР |
| ------ | ----------------------------------------------------------------------------------------- | ----------------- | ----------------- |
|        | Прапор Андріївського сільського поселення муніципального району «Чернянський район»       | 19 березня 2019   | 12248             |
|        | Прапор Большанського сільського поселення муніципального району «Чернянський район»       | 18 березня 2019   | 12250             |
|        | Підкреслити Волоконовське сільське поселення муніципального району «Чернянський район»    | 11 лютого 2019    | 12397             |
|        | Прапор Волотівського сільського поселення муніципального району «Чернянський район»       | 28 березня 2019   | 12252             |
|        | Прапор Єздоченського сільського поселення муніципального району «Чернянський район»       | 11 лютого 2019    | 12218             |
|        | Прапор Кочегуренського сільського поселення муніципального району «Чернянський район»     | 24 липня 2019     | 12519             |
|        | Прапор Червоножовтневого сільського поселення муніципального району «Білгородський район» | 9 лютого 2021     |                   |
|        | Підкреслити Лознівське сільське поселення муніципального району «Чернянський район»       | 17 липня 2019     | 12521             |

| Прапор | Найменування                                                                                | Дата затвердження | Номер </br> у ДМР |
| ------ | ------------------------------------------------------------------------------------------- | ----------------- | ----------------- |
|        | Підкреслити Луб'янське сільське поселення муніципального району «Чернянський район»         | 21 серпня 2019    | 12533             |
|        | Прапор Малотроїцького сільського поселення муніципального району «Чернянський район»        | 31 липня 2019     | 12523             |
|        | Прапор Новоріченського сільського поселення муніципального району «Чернянський район»       | 7 серпня 2019     | 12537             |
|        | Прапор Огібнянського сільського поселення муніципального району «Чернянський район»         | 22 квітня 2019    | 12386             |
|        | Прапор Ольшанського сільського поселення муніципального району «Чернянський район»          | 20 серпня 2019    | 12539             |
|        | Прапор Орликівського сільського поселення муніципального району «Чернянський район»         | 16 серпня 2019    | 12541             |
|        | Прапор Прилепенського сільського поселення муніципального району «Чернянський район»        | 27 вересня 2019   | 12543             |
|        | Прапор Російсько-халанського сільського поселення муніципального району «Чернянський район» | 12 березня 2019   | 12254             |
|        | Підкреслити Таврівське сільське поселення муніципального району « Білгородський район »     | 05 лютого 2021    | 13433             |

## Скасовані прапори
| Прапор | Найменування                                                                             | Дата затвердження | Дата скасування |
| ------ | ---------------------------------------------------------------------------------------- | ----------------- | --------------- |
|        | Прапор муніципального району « Вейделівський район (було затверджено 2 варіанти прапора) | 31 березня 2015   | 24 вересня 2015 |
|        | Прапор муніципального району « Вейделівський район (було затверджено 2 варіанти прапора) | 31 березня 2015   | 24 вересня 2015 |